# Индуизм в Зимбабве
Индуи́зм в Зимбабве — одна из религий, исповедуемых населением этой страны. Индуизм в Зимбабве религия меньшинства, его исповедует около 3000 человек, что составляет 0,1 % населения этой страны.

## История
Индусы появились на территории Зимбабве в первом тысячелетии нашей эры. Это были купцы, выходцы в основном из Гуджарата, Декана (ныне Махараштры) и империи Тамил Чола. Археологические данные о небольших индуистских поселениях были найдены в Зимбабвее и в некоторых частях побережья Суахили и Мадагаскаре. Установлению широкой торговли между Восточной Африкой и Индией способствовали природные факторы. Попутные устойчивые ветра, дующие часть года в направлении Африки и другую часть года — в сторону Индии, давали возможность торговым кораблям преодолевать Индийский океан.
Между арабскими и индийскими купцами существовала конкуренция, которая вылилась в религиозные притеснения. Однако после колонизации Восточной Африки европейцами в XIX веке положение индусов в Зимбабве значительно улучшилось. В колониальную эпоху, после европейцев индуисты были наиболее экономически успешной этнической группой в Зимбабве. Большинство индусов, прибывших для работы на плантациях по контракту, были родом из Уттар-Прадеша, Бихара, Гуджарата, Махараштры и Тамилнад. После провозглашения независимости Зимбабве, индуисты стали преследуемым религиозным меньшинством. Из-за этого многие индусы эмигрировали из Зимбабве в Европу и Индию. В 1996 году в Зимбабве проживало около 3000 индусов.

## Современное положение
По состоянию на 1995 год в Зимбабве проживало около 16 200 индуистов, в 2000-х их количество сократилось до 3000 или 500 семей. В основном они проживают в столице Хараре. В большинстве это коренные жители Зимбабве, предки которых в XIX-XX веках переселились в Африку. Среди различных направлений индуизма Сваминараян из Гуджарата наиболее распространенной школой индуизма в Зимбабве и Кении является Бхакти. Последователи «Брахма Кумарис», Сатья Саи Бабы и «Харе Кришны» также присутствуют среди индусов в Зимбабве. Индусов в Зимбабве представляет Индуистское общество Хараре. Это индуистская благотворительная организация, зарегистрированная в 1916 году. Также Индуистский институт религии и культуры  основанный 50-х годах XX века посвящен обучению детей, рожденных в индуистских семьях Зимбабве Санатана Дхарме. Хотя там могут учиться и неиндуисты.
В Зимбабве есть два индуистских храма  — Храм Омкар в Хараре является первым индуистским храмом на территории современного Зимбабве, его строительство началось в 1929 году.
«Индуистский институт религии и культуры» в Хараре обучает Санатане Дхарму детей рожденных в индуистских семьях Зимбабве, а также ведёт проповедь среди неиндуистов. Основные центры индуистской общины включают различные школы, Гоанскую ассоциацию, Индуистское общество, Тамил Сангам, центры йоги Брахма Кумарис и Общество Веданты Рамакришны. Центр Кришну ИСККОН расположен в Марондере.